# Оман на Светском првенству у атлетици на отвореном 2019.
Оман је учествовао на 17. Светском првенству у атлетици на отвореном 2019. одржаном у Дохи од 27. септембра до 6. октобра петнаести пут. Репрезентацију Омана представљао је један атлетичар који се такмичио у трци на 800 метара.,.
На овом првенству такмичар Омана није освојио ниједну медаљу али је оборио лични рекорд.

## Учесници
Мушкарци:
- Мохамед ал-Сулејмани — 800 м

## Резултати

### Мушкарци
| Атлетичар            | Дисциплина | Лични рекорд | Квалификације | Квалификације | Полуфинале           | Полуфинале           | Финале               | Финале       | Детаљи |
| Атлетичар            | Дисциплина | Лични рекорд | Резултат      | Место         | Резултат             | Место                | Резултат             | Место        | Детаљи |
| -------------------- | ---------- | ------------ | ------------- | ------------- | -------------------- | -------------------- | -------------------- | ------------ | ------ |
| Мохамед ал-Сулејмани | 800 м      | 1:51,45      | 1:50,91 ЛР    | 7. гр. 5      | Није се квалификовао | Није се квалификовао | Није се квалификовао | 40 / 44 (46) |        |